# Чемпионат Беларуси по футболу среди женщин 1994
Перед началом чемпионата отказалась от участия в чемпионате «Гомельчанка» (Гомель). «Трикотажница-Смена» (Бобруйск) переименована в «Славянку».

## Предсезонные соревнования
Весной 1994 года был организован первый чемпионат Белоруссии по мини-футболу для команд высшей лиги (Первый тур состоялся в Могилеве, второй в Минске).
| Место | Команда                      | 1    | 2    | 3   | 4   | 5    | Игр | Выигрыши | Ничьи | Проигрыши | Голы    | Очки |
| ----- | ---------------------------- | ---- | ---- | --- | --- | ---- | --- | -------- | ----- | --------- | ------- | ---- |
|       | «Надежда» (Могилёв)          |      | 2:1  | 6:1 | 4:2 | 16:0 | 8   | 8        | 0     | 0         | 60 − 9  | 16   |
|       | «Трикотажница» (Бобруйск)    | 1:4  |      | 8:3 | 5:0 | 17:1 | 8   | 6        | 0     | 2         | 59 − 15 | 12   |
|       | «Славянка» (Бобруйск)        | 1:9  | 3:10 |     | 5:2 | 4:2  | 8   | 3        | 1     | 4         | 28 − 44 | 7    |
| 4     | «Электроника» (Минск)        | 3:4  | 2:5  | 3:3 |     | 3:1  | 8   | 2        | 1     | 5         | 20 − 27 | 6    |
| 5     | «Юность» (Могилёвский район) | 0:15 | 0:12 | 4:8 | 0:5 |      | 8   | 0        | 0     | 8         | 8 − 80  | 0    |

## Чемпионат
В третьем чемпионате Белоруссии по футболу среди женщин участвовали шесть команд. Чемпионат состоял из двух стадий: регулярного чемпионата и финала, в котором продолжали участие четыре сильнейшие команды, с учётом ранее набранных очков.

### Первый этап
| Место | Команда                      | 1    | 2   | 3   | 4   | 5    | 6    | Игр | Выигрыши | Ничьи | Проигрыши | Голы    | Очки |
| ----- | ---------------------------- | ---- | --- | --- | --- | ---- | ---- | --- | -------- | ----- | --------- | ------- | ---- |
| 1     | «Трикотажница» (Бобруйск)    |      | 2:1 | 5:0 | 8:0 | 7:0  | 9:1  | 10  | 9        | 1     | 0         | 66 − 5  | 19   |
| 2     | «Надежда» (Могилёв)          | 2:2  |     | 6:0 | 7:0 | 10:0 | 19:0 | 10  | 8        | 1     | 1         | 70 − 4  | 17   |
| 3     | «Виктория-86» (Брест)        | 1:5  | 0:6 |     | 3:0 | 0:1  | 7:0  | 10  | 5        | 0     | 5         | 24 − 23 | 10   |
| 4     | «Электроника» (Минск)        | 0:3  | 0:7 | 0:2 |     | 4:0  | 7:0  | 10  | 3        | 0     | 7         | 13 − 33 | 6    |
| 5     | «Славянка» (Бобруйск)        | 0:5  | -:+ | -:+ | +:- |      | 1:2  | 10  | 3        | 0     | 7         | 8 − 34  | 6    |
| 6     | «Юность» (Могилёвский район) | 0:20 | 0:9 | 0:8 | 0:2 | -:+  |      | 10  | 1        | 0     | 9         | 3 − 85  | 2    |

### Финальный этап
Этап с учётом очков, набранных в регулярном чемпионате:
| Место | Команда                   | 1   | 2    | 3   | 4   | Игр | Выигрыши | Ничьи | Проигрыши | Голы    | Очки |
| ----- | ------------------------- | --- | ---- | --- | --- | --- | -------- | ----- | --------- | ------- | ---- |
|       | «Трикотажница» (Бобруйск) |     | 1:2  | 7:0 | 5:0 | 16  | 14       | 1     | 1         | 86 − 8  | 29   |
|       | «Надежда» (Могилёв)       | 0:1 |      | 7:1 | 4:0 | 16  | 13       | 1     | 2         | 104 − 7 | 27   |
|       | «Виктория-86» (Брест)     | 1:3 | 0:7  |     | 1:1 | 16  | 6        | 1     | 9         | 30 − 49 | 13   |
| 4     | «Электроника» (Минск)     | 0:3 | 0:14 | 1:3 |     | 16  | 3        | 1     | 12        | 15 − 63 | 7    |

### Матч за 5 место
«Юность» (Могилёвский район) — «Славянка» (Бобруйск) 2:1

## Чемпионы Белоруссии
| Чемпион Белоруссии 1994                |
| -------------------------------------- |
| «Трикотажница» (Бобруйск) Первый титул |

- Л. Точилкина
- И. Белявская
- Светлана Рыжова
- Е. Шевцова
- Виктория Крылова
- Е. Козлова
- Т. Баковец
- Ольга Новикова
- М. Лученок
- Наталья Рыжевич
- Храмович
- Елена Белькевич[2]
- Порошина

Главный тренер — Николай Касаткин.

## Кубок Белоруссии
| Обладатель Кубка Белоруссии 1994 |
| -------------------------------- |
| «Надежда» (Могилёв) Третий титул |

«Надежда» (Могилёв) — «Трикотажница» (Бобруйск) 2:0